# Платоновка (Одесская область)
Платоновка (укр. Платонівка) — село, относится к Великомихайловскому району Одесской области Украины.
Население по переписи 2001 года составляло 16 человек. Почтовый индекс — 67114. Телефонный код — 8-04859. Занимает площадь 0,5 км². Код КОАТУУ — 5121680503.

## Местный совет
67114, Одесская обл., Великомихайловский р-н, с. Великокомаровка, ул. Ленина, 5